# Wyka czteronasienna
Wyka czteronasienna (Vicia tetrasperma (L.) Schreb.) – gatunek rośliny należący do rodziny bobowatych. Występuje w Europie, Azji i północnej Afryce. W Polsce jest pospolity.
Ma ograniczone znaczenie użytkowe jako roślina paszowa i chwast zanieczyszczający plony swoimi nasionami.

## Rozmieszczenie geograficzne
Zwarty zasięg gatunku obejmuje niemal całą Europę bez północnych krańców (brak gatunku na Islandii, Irlandii, w północnej części Wielkiej Brytanii, na północy Półwyspu Skandynawskiego i Rosji) i południowych (południowa część Półwyspu Iberyjskiego i Grecji). Występuje w północno-zachodniej Afryce i zachodniej, środkowej i wschodniej Azji (w strefie klimatu umiarkowanego). Jako gatunek introdukowany rośnie w Ameryce Północnej, w Chile, w Afryce Południowej, w Australii i Nowej Zelandii.
W Polsce gatunek jest pospolity z wyjątkiem środkowego wybrzeża i północno-wschodniej części kraju, gdzie spotykany jest rzadziej.

## Morfologia
PokrójRoślina zielna naga do drobno omszonej, o łodydze cienkiej, wiotkiej, silnie rozgałęzionej i wspinającej się, osiągającej od kilkunastu do 60 cm długości.
LiściePierzasto parzyście złożone, zwykle z 3–5 parami listków (rzadziej 2 lub 6–7). Na końcu osi liścia wąs pojedynczy, rzadziej rozwidlony. Listki równowąskie do wąskolancetowatych, zaokrąglone na końcach z nasadzonym kończykiem, osiągają od 7 do 26 mm długości i od 1 do 4 mm szerokości. Przylistki u nasady liścia półoszczepowate, w górze pędu lancetowate, do 5 mm długości.
KwiatyWyrastają po 1–2 w gronach osiągających ok. 3 cm długości (zbliżonych długością do liści). Na szczycie grona rozwija się kwiat (brak płonnego kończyka). Kwiaty mają od 5 do 7 mm długości i osadzone są na szypułkach do 3 mm długości. Kielich lejkowato-dzwonkowaty, zielony i pokryty rzadkimi włoskami, w dole zrosłodziałkowy, wyżej z wolnymi, trójkątnie lancetowatymi ząbkami, z których dolny ząbek jest najdłuższy. Korona kwiatu jest biaława do bladoliliowej z ciemnofioletowymi żyłkami. Żagielek jest odwrotnie jajowaty, skrzydełka wąskie i zbliżone do niego długością, łódeczka z fioletowymi plamkami na końcu. Pręciki zrośnięte w wiązkę. Słupek do 4 mm długości, z krótką szyjką i główkowatym znamieniem.
OwoceStrąki równowąskie, spłaszczone, nagie, na wierzchołku zaokrąglone, osiągające 9–15 mm długości i ok. 3–4 mm szerokości. Zawierają zazwyczaj 4 (rzadziej inna liczba od 1 do 6) kulistawe nasiona o średnicy ok. 1,5–2 mm.

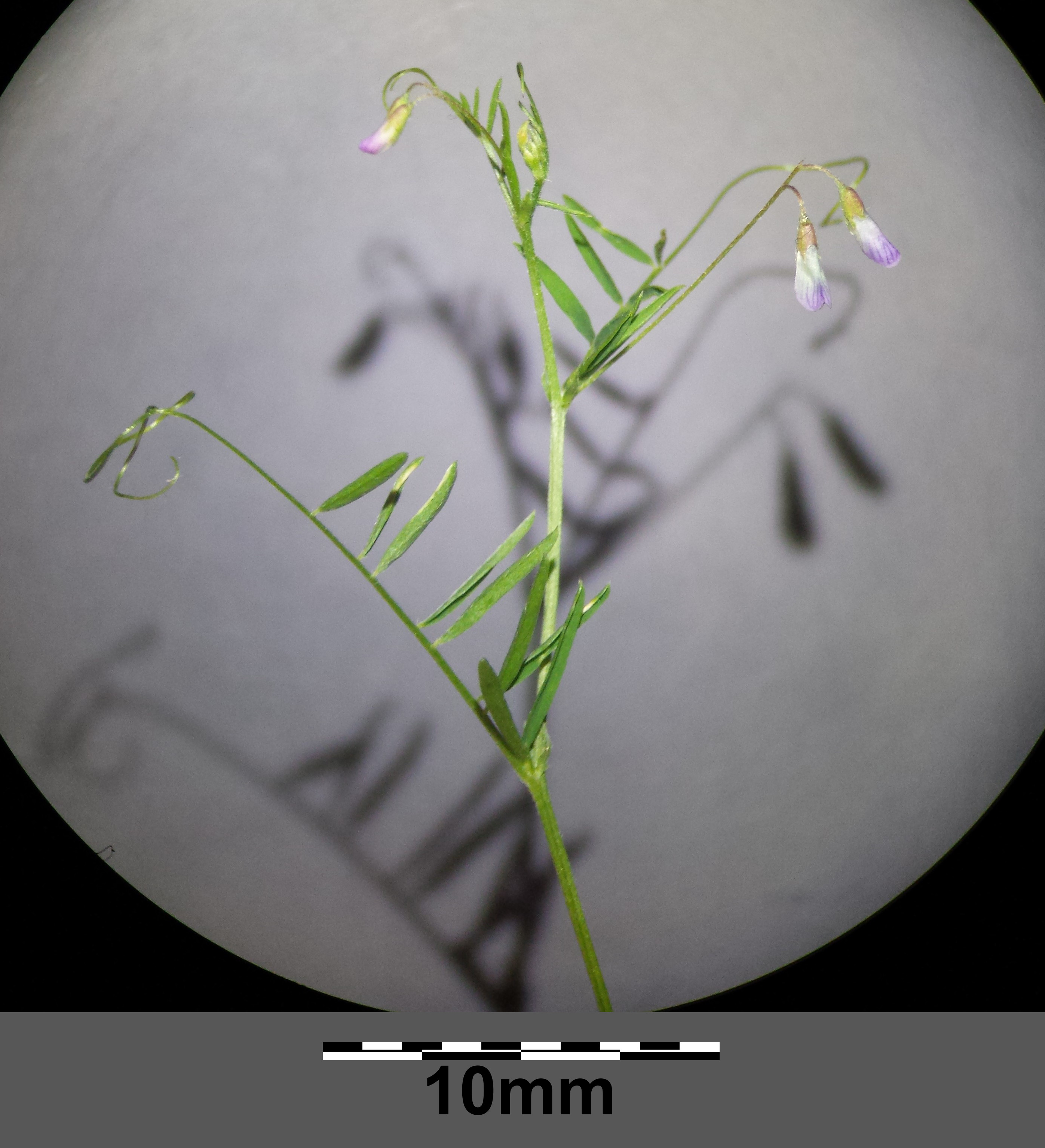
Pokrój
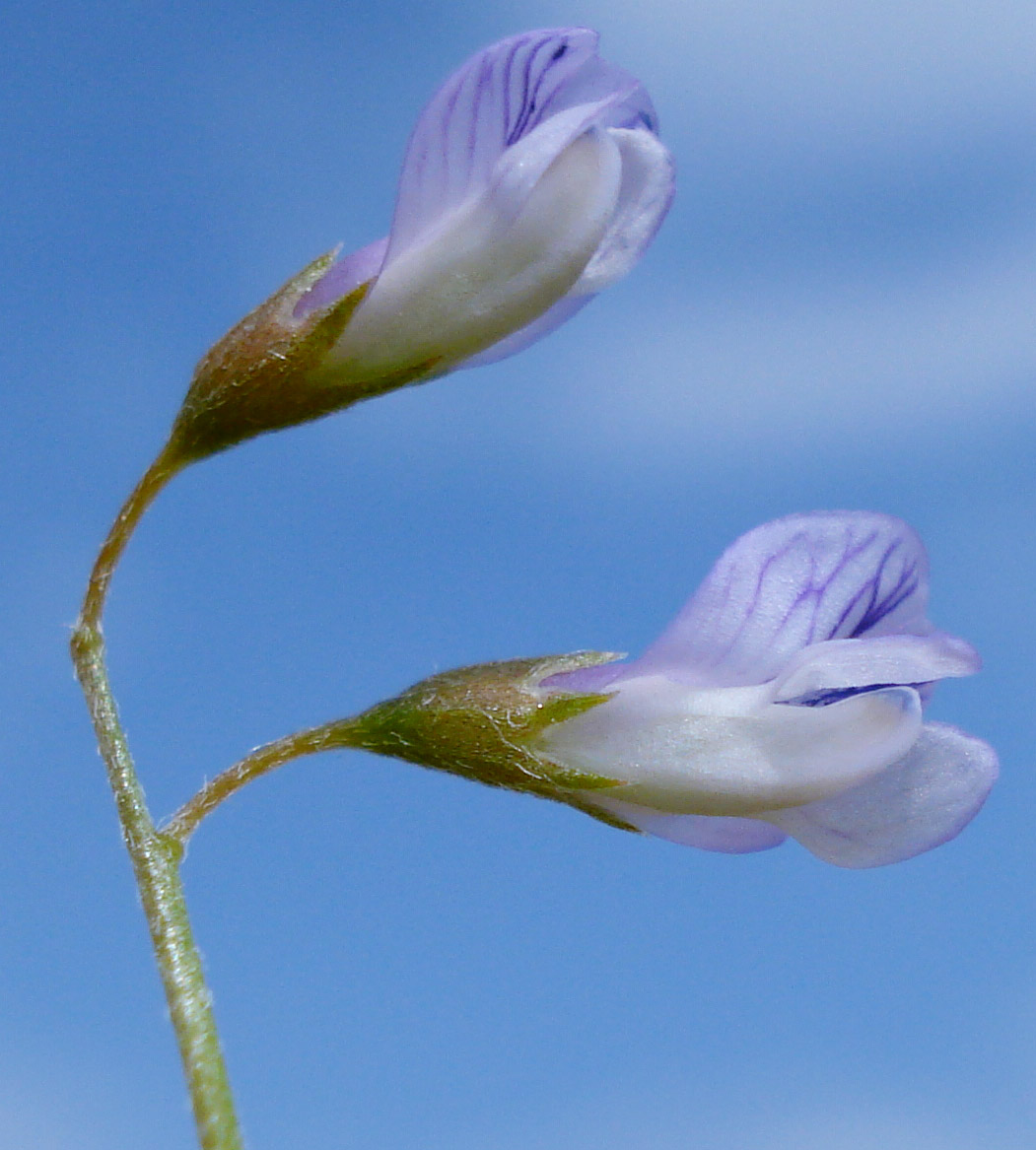
Kwiatostan
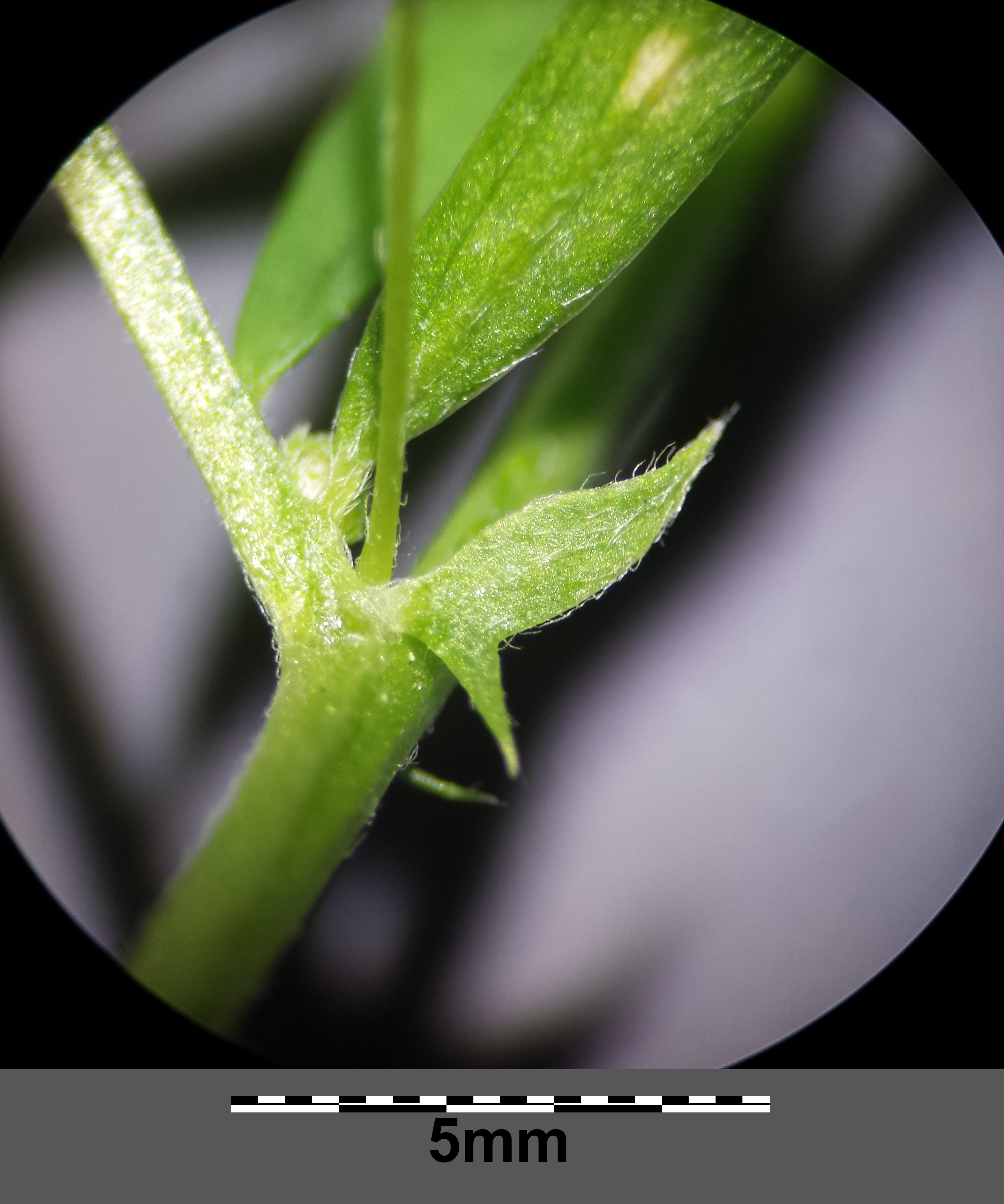
Przylistek
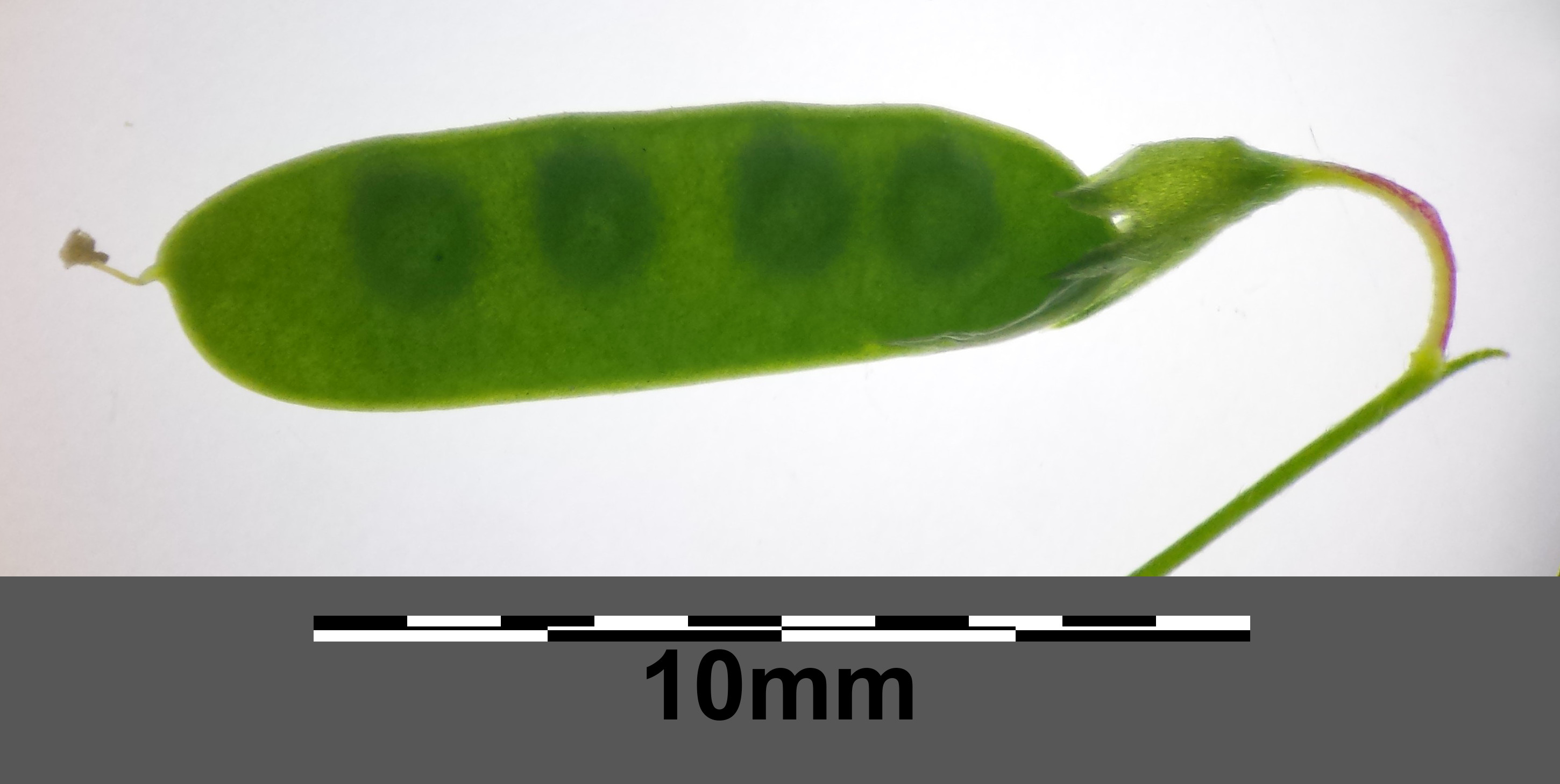
Owoc

Gatunki podobneWyka delikatna ma zazwyczaj od 2 do 5 kwiatów, kwiatostan zakończony kończykiem i strąk zazwyczaj z 5–6 nasionami. Wyka drobnokwiatowa ma kwiaty drobniejsze (do 4 mm długości) i też zwykle liczniejsze (od 2 do 5). Jej strąk zawiera zwykle tylko dwa nasiona i jest owłosiony. Podobne niewielkie i nieliczne kwiaty ma też wyka soczewicowata różniąca się m.in. brakiem wąsa na końcach liścia (obecnego u wszystkich ww. gatunków).

## Biologia i ekologia
Roślina jednoroczna. Kwitnie w Europie Środkowej od czerwca do sierpnia, ale w południowej części zasięgu już od lutego. Liczba chromosomów: 2n = 14. 
Rośnie na skrajach pól, zarośli i lasów, na przydrożach, jako chwast w ogrodach, na nieużytkach i w różnych zbiorowiskach trawiastych. Występuje na nizinach i w górach do 2900 m n.p.m.